# Parachironomus biannulatus
Parachironomus biannulatus är en tvåvingeart som först beskrevs av Rasmus Carl Staeger 1839.  Parachironomus biannulatus ingår i släktet Parachironomus och familjen fjädermyggor. Arten är reproducerande i Sverige. Inga underarter finns listade i Catalogue of Life.